# Kanał błonowy
Kanał błonowy – białko przezbłonowe, zwykle o strukturze α-helisy lub β-beczułki, uczestniczące w dyfuzji wspomaganej. W swojej strukturze posiada jonoselektywny hydrofilowy por pozwalający na stosunkowo swobodny przepływ substancji (z szybkością około 1000 razy większą niż przez przenośnik).